# Amaro del Rosal
Amaro Tomás del Rosal Díaz (Avilés, 29 de diciembre de 1904 - Madrid, 5 de febrero de 1991) fue un político, sindicalista y escritor español de ideología socialista. Siendo muy joven formó parte de la escisión que dio origen al Partido Comunista Español, aunque posteriormente volvió a la obediencia socialista. Como miembro del PSOE y de la Unión General de Trabajadores (UGT) ocupó importantes puestos durante muchos años. Tras la Guerra Civil Española marchó al exilio, residiendo durante algún tiempo en Francia y México. En 1946 fue expulsado del PSOE con otros destacados dirigentes, y dos años después se integró en el PCE. Volvió del exilio después de la muerte de Franco.
Fue, asimismo, autor de varias obras sobre la historia de la UGT y el movimiento obrero.

## Biografía

### Juventud y carrera política
Nacido en Avilés en 1904, de profesión fue empleado de banca. Desde joven se implicó en el movimiento sindical, y se integró en la Federación de Juventudes Socialistas (FJS). Fue uno de miembros más radicales del movimiento socialista, y como tal formó parte de los jóvenes socialistas que en abril de 1920 se adhirieron a la III Internacional y crearon el Partido Comunista Español. Tras realizar su servicio militar en Marruecos, regresó a la península en 1926 y entró a trabajar en el Banco Urquijo. Fue elegido presidente de la Federación de Trabajadores de Banca y Bolsa, que en 1931 se integró en la Unión General de Trabajadores (UGT). Desde su entrada en el movimiento socialista, Del Rosal se mostró partidario de la cooperación con los comunistas, e incluso, de la unión entre el PSOE y el PCE.
Posteriormente, en enero de 1934 fue elegido miembro del Comité nacional de la UGT, tras la caída de la ejecutiva ugetista liderada por Julián Besteiro. A partir de esa fecha participó activamente en la preparación de la insurrección revolucionaria de octubre de 1934, ante el giro derechizante que había tomado la República tras las elecciones generales de 1933. No obstante, cuando en octubre se produjo el estallido revolucionario, Amaro del Moral se mostró titubeante y no llegó a participar activamente. En Madrid las acciones previstas por los insurrectos no se llevaron a cabo o no tuvieron éxito, y la huelga revolucionaria fue fácilmente controlada en la capital por las autoridades republicanas. Tras el fiasco de la intentona, Del Rosal huyó a Portugal, pero poco después sería repatriado a España por el régimen salazarista. Tras su retorno fue juzgado y condenado a 20 años de reclusión. Fue encarcelado en la prisión Modelo de Madrid, aunque en febrero de 1936 sería puesto en libertad. Se mostró partidario de que el PSOE se integrase en la coalición electoral formada por el Frente Popular de cara a las elecciones generales de 1936. Unos meses después, en mayo, fue elegido compromisario para la elección del presidente de la República como representante del PSOE.
Ese mismo año también participó en la fundación del diario Claridad, junto a Luis Araquistáin, Carlos Baraibar y Abraham Polanco.

### Guerra Civil
El estallido de la Guerra Civil le sorprendió fuera de Asturias. A comienzos de septiembre de 1936 en la zona republicana se formó un nuevo gobierno bajo la presidencia de Francisco Largo Caballero, sindicalista y líder de la UGT. Ese mismo mes Del Rosal fue nombrado director de la Caja General de Reparaciones, organismo dependiente del Ministerio de Hacienda. Posteriormente colaboraría junto al ministro de Hacienda, Juan Negrín, y al director general del Tesoro, Francisco Méndez Aspe, en la planificación del traslado de las reservas de oro del Banco de España a Cartagena y su posterior envío a la URSS —el luego conocido como «Oro de Moscú»—.
Inicialmente Del Rosal fue un destacado partidario de Largo Caballero y del sector del Partido socialista encabezado por él, pero a medida que avanzó la contienda apoyó públicamente la colaboración con los comunistas. Esto le llevaría a enfrentrarse y, finalmente, a acabar rompiendo con Largo Caballero, especialmente tras los Hechos de mayo de 1937. También mantuvo conflictos con otros líderes del partido. En mayo de 1937 fue uno de los socialistas —junto a Baraibar o Araquistáin— que no apoyó el nombramiento de Indalecio Prieto como Ministro de Defensa, por el temor a que se convirtiera en «el Gustav Noske de la Revolución española». La caída en desgracia de Largo Caballero tras los Sucesos de Mayo produjo su salida del gobierno y, posteriormente, una reorganización de la cúpula dirigente getista. En octubre de 1937 Amaro del Rosal fue elegido secretario adjunto de la UGT. Poco después del nombramiento, Del Rosal y otros líderes ugetistas iniciaron negociaciones con el comité nacional de la CNT para alcanzar un programa de acción unificada entre los dos sindicatos. El acuerdo acabaría oficializándose en la primavera de 1938. Sin embargo, para entonces la República estaba perdiendo la guerra, especialmente tras la Batalla del Ebro. A comienzos de 1939, con el final de la contienda, Del Rosal abandonó España.
Su hermano Joaquín fue hecho prisionero por los franquistas —tras entregarse voluntariamente a la Guardia Civil—, siendo condenado a muerte y fusilado.

### Exilio y carrera posterior
En su período de exilio, Amaro del Rosal pasó por Francia, Marruecos, Estados Unidos y México. Fue miembro y vocal del Servicio de Evacuación de Refugiados Españoles (SERE), organización formada por los republicanos exiliados que debía ayudar a los exiliados y coordinar los esfuerzos para su traslado a terceros países, especialmente países de Hispanoamérica. Del Rosal formó parte del SERE como representante de la UGT. Durante los primeros meses de la posguerra, desde Francia ayudó a organizar la evacuación de numerosos republicanos a México o Hispanoamérica. Posteriormente, él mismo se trasladaría a este país, donde se estableció.
Mientras vivió en el exilio, Del Rosal siguió dirigiendo el sindicato UGT junto a Edmundo Domínguez Aragonés y colaboró estrechamente con los comunistas. Asistió a numerosos Congresos Obreros Internacionales como delegado de la UGT. Sin embargo, el acercamiento y la colaboración con los comunistas encontró una fuerte oposición interna y provocó disensiones. En 1946 fue expulsado del PSOE al igual que otros militantes socialistas como Juan Negrín, Julio Álvarez del Vayo o Ramón González Peña. Dos años después, en 1948, ingresó en el Partido Comunista de España (PCE). No obstante, siguió formando parte de la ejecutiva de la UGT hasta 1950.
Regresó a España en 1976, tras la muerte de Franco. Falleció en 1991.

### Rehabilitación póstuma
En 2008 el XXXVII Congreso Fedederal del PSOE decidió rehabilitar a Amaro del Rosal y a otros 35 militantes históricos del partido expulsados en 1946.

## Archivo Amaro del Rosal
En la actualidad la documentación perteneciente a Amaro del Rosal se conserva en los fondos de la Fundación Pablo Iglesias de Madrid.

## Obras
- —— (1933). Historia del Movimiento sindical bancario, 1920-1932. Ediciones Bancario.[2]
- —— (1935). Nuestra Banca y algunos de sus aspectos sociales. Ensayos. Ediciones Bancario.[42]
- —— (1936). Problemas sindicales y de unidad (después de octubre). Madrid: Rehyma.[43]
- —— (1975). Los congresos obreros internacionales en el siglo XIX. Barcelona: Grijalbo.[44]
- —— (1975). Los congresos obreros internacionales en el siglo XX. Barcelona: Grijalbo.[45]
- —— (1976). La violencia, enfermedad del anarquismo. Barcelona: Grijalbo.[46]
- —— (1977). El oro del Banco de España y la historia del Vita. Barcelona: Grijalbo.[47]
- —— (1977). Historia de la UGT de España, 1901-1939. Dos Volúmenes. Barcelona: Grijalbo.[48]
- —— (1978). Historia de la UGT de España en la emigración. 1 (1939-1940). Barcelona: Grijalbo.[2]
- —— (1983). 1934, el movimiento revolucionario de octubre. Madrid: Akal.[49]

### Pie de página
1. 1 2  Preston, 1994, p. 138.
2. 1 2 3 4 5 6 7  Castillo, 2011, p. 546.
3. ↑  Preston, 1994, p. 213.
4. ↑  Amaro del Rosal, «Consideraciones y vivencias sobre la fundación del PCE y sus primeros años», en AA. VV., Contribución a la historia del PCE, Madrid, Fundación de Investigaciones Marxistas, 2004, págs. 73-93.
5. ↑  Castillo y Alonso Benito, 1994, p. 12.
6. ↑  Preston, 1994, p. 132.
7. ↑  Bolloten, 1991, p. 130.
8. ↑  Arias González, 2003, p. 197.
9. ↑  Graham, 1991, p. 66.
10. ↑  Bolloten, 1991, pp. 130-131.
11. ↑  Redero San Román, 1992, pp. 27-28.
12. ↑  Liz Vázquez, 2007, p. 45.
13. ↑  Ranzato, 2006, pp. 197-198.
14. 1 2  Preston, 2013, p. 53.
15. ↑  Thomas, 1976, p. 159.
16. 1 2 3 4  Romero Salvadó, 2013, p. 289.
17. ↑  Preston, 1994, p. 230.
18. ↑  Rodrigo, 2003, p. 249.
19. ↑  De Blas, 1978, p. 86.
20. ↑  Thomas, 1976, p. 439.
21. ↑  Cabañas, López-Yarto y Rincón, 2009, p. 584.
22. ↑  Viñas, 2006, pp. 242.
23. ↑  Jackson, 2010, p. 53.
24. ↑  Bolloten, 1991, p. 131.
25. ↑  Graham, 1991, p. 82.
26. ↑  Preston, 1994, p. 263.
27. ↑  Bolloten, 1991, p. 558.
28. ↑  Bolloten, 1991, p. 567.
29. 1 2  Aróstegui, 1990, p. 83.
30. ↑  Preston, 2011, p. 628.
31. ↑  Álvaro Dueñas y et al., 2009, p. 140.
32. ↑  Vilar, 1984, p. 42.
33. ↑  Romero Samper, 2005, p. 122.
34. ↑  Herrerín López, 2007, p. 24.
35. ↑  De Hoyos Puente, 2012, p. 194.
36. ↑  De Hoyos Puente, 2012, pp. 104-105.
37. ↑  De Hoyos Puente, 2012, p. 240.
38. ↑  De Hoyos Puente, 2012, p. 104.
39. ↑  Atienza, 2012, p. 84.
40. ↑  Viñas, 2010, pp. 69-70.
41. ↑  Cook, 2012, p. 45.
42. ↑  Castillo y Alonso Benito, 1994, p. 318.
43. ↑  Biblioteca Nacional de España (ed.). «Problemas sindicales y de unidad (después de octubre)». datos.bne.es. Consultado el 10 de octubre de 2024.
44. ↑  Esenwein, 1989, p. 247.
45. ↑  Redero San Román, 1992, p. 93.
46. ↑  Esenwein, 1989, p. 262.
47. ↑  Bolloten, 1991, p. 999.
48. ↑  Payne, 1993, p. 391.
49. ↑  Preston, 1994, p. 301.